# Raguinit
Raguinit ist ein sehr selten vorkommendes Mineral aus der Mineralklasse der Sulfide und Sulfosalze. Es kristallisiert im orthorhombischen Kristallsystem mit der chemischen Zusammensetzung TlFeS2 und bildet pseudohexagonale bronzefarbene Platten, die aus eng mit Pyrit verwachsenen Fasern bestehen.

## Etymologie und Geschichte
Das Mineral wurde erstmals 1969 von Yvette Laurent, Paul Picot, Roland Pierrot, Francois Permigneat und T. Iwanow in Allchar in Mazedonien gefunden. Sie benannten es nach dem französischen Mineralogieprofessor E. Raguin.

## Klassifikation
Bereits in der veralteten, aber teilweise noch gebräuchlichen 8. Auflage der Mineralsystematik nach Strunz gehörte der Raguinit zur Mineralklasse der „Sulfide und Sulfosalze“ und dort zur Abteilung der „Sulfide mit dem Stoffmengenverhältnis Metall : S,Se,Te ≈ 1 : 1“, wo er zusammen mit Picotpaulit die unbenannte Gruppe II/C.05 bildete.
Die seit 2001 gültige und von der International Mineralogical Association (IMA) verwendete 9. Auflage der Strunz’schen Mineralsystematik ordnet den Raguinit ebenfalls in die Abteilung der „Metallsulfide mit dem Stoffmengenverhältnis M : S = 1 : 1 (und ähnliche)“ ein. Diese ist allerdings weiter unterteilt nach den in der Verbindung vorherrschenden Metallen, so dass das Mineral entsprechend seiner Zusammensetzung in der Unterabteilung „mit Zink (Zn), Eisen (Fe), Kupfer (Cu), Silber (Ag) usw.“ zu finden ist, wo es als Namensgeber die „Raguinitgruppe“ mit der System-Nr. 2.CB.60 und dem weiteren Mitglied Picotpaulit bildet.
Auch die vorwiegend im englischen Sprachraum gebräuchliche Systematik der Minerale nach Dana ordnet den in die Klasse der „Sulfide und Sulfosalze“ und dort in die Abteilung der „Sulfidminerale“ ein. Hier ist er als einziges Mitglied in der unbenannten Gruppe 02.09.09 innerhalb der Unterabteilung „Sulfide – einschließlich Selenide und Telluride – mit der Zusammensetzung AmBnXp, mit (m+n):p=1:1“ zu finden.

## Bildung und Fundorte
Raguinit bildet sich unter hydrothermalen Bedingungen Es ist vergesellschaftet mit Pyrit, Lorandit, Auripigment, Realgar und Vrbait.
Vom sehr seltenen Mineral sind nur wenige Fundorte bekannt. Neben der Typlokalität fand man Raguinit nur noch in Xingren in China und im Oquirrh-Gebirge im US-Bundesstaat Utah.

## Kristallstruktur
Raguinit kristallisiert monoklin in der Raumgruppe C2/m (Raumgruppen-Nr. 12) mit den Gitterparametern a = 11,68 Å, b = 5,32 Å, c = 10,53 Å und β = 144,60° sowie vier Formeleinheiten pro Elementarzelle.